# Manuel Veloso Paranhos Pederneiras
Manuel Veloso Paranhos Pederneiras (Porto Alegre, 2 de setembro de 1832 — Rio de Janeiro, 6 de março de 1907) foi um médico, escritor, jornalista e político brasileiro.
Foi enviado para estudar no Colégio Pedro II, no Rio de Janeiro, matriculando-se pouco depois na Faculdade de Medicina do Rio de Janeiro, onde formou-se em 1855.
Retornou a Porto Alegre, onde trabalhou como médico, professor de francês da Escola Militar de Porto Alegre, em 1856, e do Liceu Dom Afonso. Também foi diretor do jornal O Mercantil, e de A Ordem,1861-1864. Foi eleito deputado à assembleia provincial em 1865.
Por causa do fechamento da Escola Militar, em 1865, devido ao início da Guerra contra Aguirre, resolveu mudar-se para o Rio de Janeiro, de onde nunca mais voltou ao Rio Grande do Sul. No Rio foi médico do laboratório de Campinho, em 1868, e da Central do Brasil e também comissário e inspetor geral da higiene.
Jornalista, começou a trabalhar no Jornal do Commercio, em 1868, onde ficou até sua morte. Foi também redator do Diário de Notícias, de 1884 a 1886.
Participou da Guerra do Paraguai. Foi pai de Oscar Pederneiras, nascido no Rio Grande do Sul, de Mário Pederneiras, carioca, e de Raul Pederneiras.
Nascido no mesmo ano que Dom Pedro II, quando já idoso cultivava semelhança com o imperador nas maneiras e no trajar, às vezes fazendo-se passar por ele.